# Polypogon fugax
Polypogon fugax là một loài thực vật có hoa trong họ Hòa thảo. Loài này được Nees ex Steud. miêu tả khoa học đầu tiên năm 1854.

## Hình ảnh

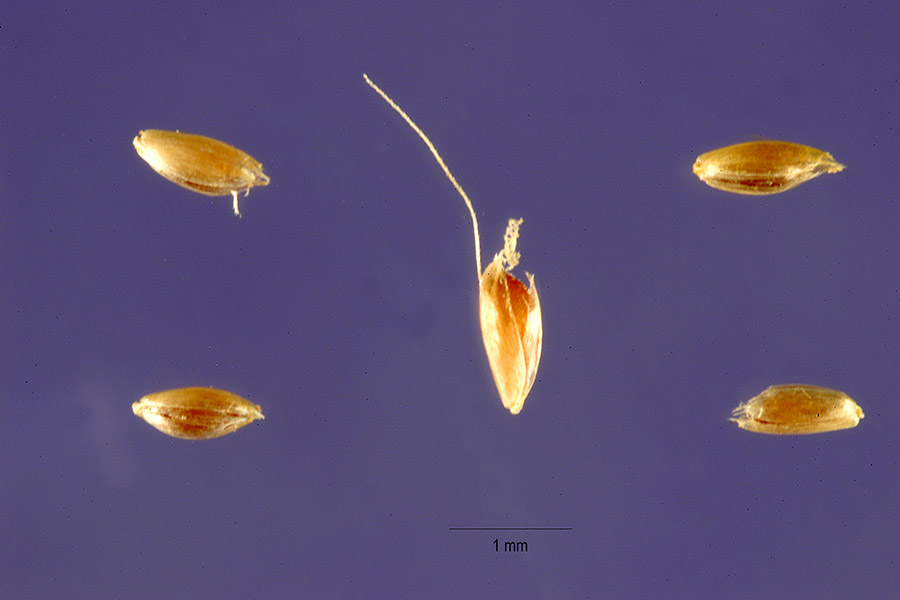